# Para-Leichtathletik-Weltmeisterschaften 2006
| Medaillenspiegel (Stand nach 203 von 203 Medaillenentscheidungen – 14. September 2006) | Medaillenspiegel (Stand nach 203 von 203 Medaillenentscheidungen – 14. September 2006) | Medaillenspiegel (Stand nach 203 von 203 Medaillenentscheidungen – 14. September 2006) | Medaillenspiegel (Stand nach 203 von 203 Medaillenentscheidungen – 14. September 2006) | Medaillenspiegel (Stand nach 203 von 203 Medaillenentscheidungen – 14. September 2006) | Medaillenspiegel (Stand nach 203 von 203 Medaillenentscheidungen – 14. September 2006) |
| Platz                                                                                  | Land                                                                                   | G                                                                                      | S                                                                                      | B                                                                                      | Gesamt                                                                                 |
| -------------------------------------------------------------------------------------- | -------------------------------------------------------------------------------------- | -------------------------------------------------------------------------------------- | -------------------------------------------------------------------------------------- | -------------------------------------------------------------------------------------- | -------------------------------------------------------------------------------------- |
| 1                                                                                      | VR China                                                                               | 22                                                                                     | 12                                                                                     | 21                                                                                     | 55                                                                                     |
| 2                                                                                      | USA                                                                                    | 16                                                                                     | 12                                                                                     | 4                                                                                      | 32                                                                                     |
| 3                                                                                      | Australien                                                                             | 16                                                                                     | 6                                                                                      | 10                                                                                     | 32                                                                                     |
| 4                                                                                      | Ukraine                                                                                | 9                                                                                      | 10                                                                                     | 12                                                                                     | 31                                                                                     |
| 5                                                                                      | Großbritannien                                                                         | 9                                                                                      | 9                                                                                      | 9                                                                                      | 27                                                                                     |
| 6                                                                                      | Spanien                                                                                | 9                                                                                      | 3                                                                                      | 5                                                                                      | 17                                                                                     |
| 7                                                                                      | Deutschland                                                                            | 8                                                                                      | 11                                                                                     | 13                                                                                     | 32                                                                                     |
| 8                                                                                      | Frankreich                                                                             | 7                                                                                      | 5                                                                                      | 3                                                                                      | 15                                                                                     |
| 9                                                                                      | Tschechien                                                                             | 6                                                                                      | 7                                                                                      | 4                                                                                      | 17                                                                                     |
| 10                                                                                     | Kanada                                                                                 | 6                                                                                      | 5                                                                                      | 6                                                                                      | 17                                                                                     |
| …                                                                                      |                                                                                        |                                                                                        |                                                                                        |                                                                                        |                                                                                        |
| 14                                                                                     | Schweiz                                                                                | 5                                                                                      | 10                                                                                     | 4                                                                                      | 19                                                                                     |
| …                                                                                      |                                                                                        |                                                                                        |                                                                                        |                                                                                        |                                                                                        |
| 27                                                                                     | Österreich                                                                             | 2                                                                                      | 8                                                                                      | 4                                                                                      | 14                                                                                     |
| …                                                                                      |                                                                                        |                                                                                        |                                                                                        |                                                                                        |                                                                                        |
| Vollständiger Medaillenspiegel                                                         |                                                                                        |                                                                                        |                                                                                        |                                                                                        |                                                                                        |

Die Para-Leichtathletik-Weltmeisterschaften 2006 (auch Leichtathletik-Weltmeisterschaften der Behinderten) waren die vierten Para-Leichtathletik-Weltmeisterschaften und wurden vom 2. bis 10. September 2006 im Sportpark Stadsbroek der niederländischen Stadt Assen ausgetragen. Eröffnungs- und Abschlusszeremonie fanden im De Smelt Assen statt.

## Teilnehmende Nationen
1097 Athletinnen und Athleten aus 76 Nationen konkurrierten bei 203 Medaillenentscheidungen.
| - Ägypten - Algerien - Angola - Argentinien - Aserbaidschan - Australien - Belgien - Bosnien und Herzegowina - Brasilien - Bulgarien - Costa Rica - Dänemark - Deutschland (40) - Elfenbeinküste - Estland (1) - Finnland - Frankreich - Ghana - Griechenland - Großbritannien - Hongkong - Iran - Irland - Island - Israel | - Italien - Jamaika - Japan - Jordanien - Kanada - Kasachstan - Katar - Kenia - Kroatien - Kuba - Kuwait - Lettland - Litauen - Malaysia - Marokko - Mauritius (1) - Mazedonien (1) - Mexiko - Neuseeland - Niederlande - Norwegen - Österreich (10) - Peru (1) - Polen - Portugal | - Puerto Rico - Russland - Saudi-Arabien - Schweden - Schweiz (13) - Senegal (6) - Serbien und Montenegro - Singapur - Slowakei - Slowenien - Spanien - Südafrika - Südkorea - Taiwan - Thailand - Tschechien - Türkei - Tunesien - Ukraine - USA - Venezuela - Vereinigte Arabische Emirate - VR China - Belarus - Zypern |